# Grand Prix automobile de Grande-Bretagne 1972
Résultats du Grand Prix de Grande-Bretagne de Formule 1 1972 qui a eu lieu sur le circuit de Brands Hatch le 15 juillet 1972.

## Classement
| Pos  | N° | Pilote               | Écurie         | Tours | Temps/Abandon     | Grille | Points |
| ---- | -- | -------------------- | -------------- | ----- | ----------------- | ------ | ------ |
| 1    | 8  | Emerson Fittipaldi   | Lotus-Ford     | 76    | 1 h 47 min 50 s 2 | 2      | 9      |
| 2    | 1  | Jackie Stewart       | Tyrrell-Ford   | 76    | + 4 s 1           | 4      | 6      |
| 3    | 19 | Peter Revson         | McLaren-Ford   | 76    | + 1 min 12 s 5    | 3      | 4      |
| 4    | 17 | Chris Amon           | Matra          | 75    | + 1 tour          | 17     | 3      |
| 5    | 18 | Denny Hulme          | McLaren-Ford   | 75    | + 1 tour          | 11     | 2      |
| 6    | 6  | Arturo Merzario      | Ferrari        | 75    | + 1 tour          | 9      | 1      |
| 7    | 3  | Ronnie Peterson      | March-Ford     | 74    | Sortie de piste   | 8      |        |
| 8    | 27 | Carlos Reutemann     | Brabham-Ford   | 73    | + 3 tours         | 10     |        |
| 9    | 4  | Niki Lauda           | March-Ford     | 73    | + 3 tours         | 19     |        |
| 10   | 33 | Rolf Stommelen       | Eifelland-Ford | 71    | + 5 tours         | 25     |        |
| 11   | 11 | Jean-Pierre Beltoise | BRM            | 70    | + 6 tours         | 6      |        |
| 12   | 28 | Wilson Fittipaldi    | Brabham-Ford   | 69    | Suspension        | 22     |        |
| 13   | 31 | Mike Beuttler        | March-Ford     | 69    | + 7 tours         | 23     |        |
| Abd. | 22 | Tim Schenken         | Surtees-Ford   | 64    | Suspension        | 5      |        |
| Abd. | 2  | François Cevert      | Tyrrell-Ford   | 60    | Sortie de piste   | 12     |        |
| Abd. | 9  | David Walker         | Lotus-Ford     | 59    | Suspension        | 15     |        |
| Abd. | 5  | Jacky Ickx           | Ferrari        | 49    | Pression d'huile  | 1      |        |
| Abd. | 26 | Graham Hill          | Brabham-Ford   | 47    | Sortie de piste   | 21     |        |
| Abd. | 25 | Carlos Pace          | March-Ford     | 39    | Différentiel      | 13     |        |
| Abd. | 14 | Jackie Oliver        | BRM            | 36    | Suspension        | 14     |        |
| Abd. | 21 | Mike Hailwood        | Surtees-Ford   | 31    | Boîte de vitesses | 7      |        |
| Abd. | 29 | Dave Charlton        | Lotus-Ford     | 21    | Boîte de vitesses | 24     |        |
| Abd. | 30 | Nanni Galli          | Tecno          | 9     | Sortie de piste   | 18     |        |
| Abd. | 24 | Henri Pescarolo      | Politoys-Ford  | 7     | Accident          | 26     |        |
| Abd. | 12 | Peter Gethin         | BRM            | 5     | Moteur            | 16     |        |
| Abd. | 23 | Andrea de Adamich    | Surtees-Ford   | 3     | Accident          | 20     |        |

Légende :
- Abd.=Abandon

## Pole position et record du tour
- Pole position : Jacky Ickx en 1 min 22 s 2 (vitesse moyenne : 186,788 km/h).
- Tour le plus rapide : Jackie Stewart en 1 min 24 s 0 au 58e tour (vitesse moyenne : 182,786 km/h).

## Tours en tête
- Jacky Ickx : 48 (1-48)
- Emerson Fittipaldi : 28 (49-76)

## À noter
- 4e victoire pour Emerson Fittipaldi.
- 45e victoire pour Lotus en tant que constructeur.
- 47e victoire pour Ford Cosworth en tant que motoriste.